# Ácido cerótico
O ácido cerótico ou ácido hexacosanoico é o ácido graxo saturado com 26 carbonos. Também é chamado de ácido cerílico, ácido cérico, ácido cerínico, ácido ceratínico e ácido cerotínico, formas não registradas no documento da IUPAC.

## Adrenoleucodistrofia
Pacientes com adrenoleucodistrofia apresentam altos níveis de ácidos graxos de cadeia muito longa (sigla em inglês, VLCFA), sendo que o C26:0 é o principal deles.
No tratamento com o óleo de Lorenzo é recomendada a restrição da ingestão do ácido cerótico.